# CHOM-FM
Pour les articles homonymes, voir CHOM.
CHOM-FM est une station de radio québécoise anglophone située à Montréal appartenant à Bell Média et diffusant à la fréquence 97,7 MHz sur la bande FM. Son programme musical contient surtout du rock classique et du nouveau rock.

## Histoire
La station est fondée par Geoff Stirling (en) et lancée le 16 juillet 1963 sous les lettres d'appel CKGM-FM, station-sœur de CKGM AM 980. Après quelques semaines, elle diffuse un format "belle musique".
Le 28 octobre 1969, elle change de format pour Album-oriented rock. Précédée de Ainsi parlait Zarathoustra (Strauss), la première chanson jouée par Doug Pringle a été Here Comes the Sun par The Beatles. Elle adopte les lettres d'appel CHOM-FM le 19 novembre 1971, d'où OM est un mot Sanskrit signifiant énergie totale, après un pèlerinage de trois mois en Inde.
Devenue presque bilingue, « elle fait tourner régulièrement des disques de Jean-Pierre Ferland, Robert Charlebois, Claude Léveillée, Jacques Michel et Renée Claude ». Les DJ parlaient le français et l'anglais en alternance, et plus de la moitié des auditeurs sont francophones. En 1975, le CRTC permet à CHOM, sur une base expémentale, de diffuser dans les deux langues, à l'exception de publicités en français. L'expérience prend fin l'année suivante.
En 1985, la station est achetée par CHUM Limited.
L'animateur Benoit Dufresne anime l'émission The Import Hour jusqu'en 1988. Claude Rajotte succède à son émission de musique alternative sous le nouveau titre New Music Foundation. Parallèlement, ces deux animateurs se sont succédé à l'émission Nu Muzik à MusiquePlus. Paul Beauregard devient VJ à MusiquePlus de 1988 à 1991, et est aussi animateur à CHOM durant les années 1980 et 1990.
Le 16 mars 2012, Bell Canada (BCE) annonce son intention de faire l'acquisition d'Astral Média, y compris CHOM-FM, pour 3,38 milliards de dollars. La transaction a été refusée par le CRTC. Bell Canada a alors déposé une nouvelle demande le 4 mars 2013, qui a été approuvée le 27 juin 2013.

## Identité visuelle

Ancien Logo de CHOM utilisé jusqu'en 2010.
Logo de 2010 à 2013
Logo actuel utilisé depuis 2013